# سیارک ۴۷۲۹۳
سیارک ۴۷۲۹۳ (به انگلیسی: 47293 Masamitsu، نامگذاری:1999WO) چهل و هفت هزار و دویست و نود و سومین سیارک کشف شده‌است که در ۱۶ نوامبر ۱۹۹۹ کشف شد.